# Василиос Цувалдзис
Василиос Цувалдзис (на гръцки: Βασίλειος Τσουβαλτζής) е гръцки революционер, деец на гръцката въоръжена пропаганда в Македония.

## Биография
Василиос Цувалдзис е роден в сярското село Радолиово, тогава в Османската империя. Присъединява се към гръцката пропаганда в борбата ѝ с българските чети на ВМОРО. Четник е в четата на Дукас Дукас. По-късно в 1905 година оглавява самостоятелна чета, която действа в Сярско и Драмско. Заедно с Теодорос Буласикис и Иван Марчов участва в сражението при Пършово. Също така взима участие в сражението при Карлъково, както и с четата на капитан Дукас в сражението при Грачен, в което е разбита четата на Тодор Паница.
След Младотурската революция в 1908 година се легализира, но скоро отново става нелегален. Убит е в 1909 година в сражение с османски части.